# Dongyue-Tempel
Dongyue-Tempel bezeichnet verschiedene daoistische Tempel, die der Gottheit des Taishan (Tai Shan) bzw. dem Großen Kaiser des Östlichen Gipfels (chinesisch 東岳大帝 / 东岳大帝, Pinyin Dongyue Dadi, englisch Emperor of the Eastern Peak/God of Taishan) geweiht sind.
Bekannte Dongyue-Tempel sind:
- Dongyue Miao 东岳庙 (Peking), siehe Beijing Dongyue Miao
- Dongyue Guan 东岳观 (Zhejiang, Kreis Pingyang), siehe Dongyue-Tempel (Pingyang)
- Dongyue Guan 东岳观 (Zhejiang, Rui’an), siehe Dongyue-Tempel (Rui’an)
- Dongyue Miao 东岳庙 (Jiangsu, Huai’an), siehe Dongyue-Tempel (Huai’an)
- Dongyue Miao 东岳庙 (Shandong), siehe Dongyue-Tempel (Shandong)
- Jiexiu Dongyue Miao 介休东岳庙, Jiexiu, siehe Dongyue-Tempel (Jiexiu)
- Wanrong Dongyue Miao 万荣东岳庙, Wanrong, siehe Dongyue-Tempel (Wanrong)